# Peter Keppelmüller
Peter Keppelmüller (* 7. Juni 1944 in Linz) ist ein österreichischer Chemiker und Politiker (SPÖ). Keppelmüller war zwischen 1983 und 2002 Abgeordneter zum Nationalrat.

## Ausbildung und Beruf
Keppelmüller besuchte nach der Volksschule die Bundesrealschule Linz, an der er 1962 die Matura ablegte. Keppelmüller studierte im Anschluss Technische Chemie an der Technischen Universität Graz. 1968 beschloss er sein Grundstudium mit dem akademischen Grad Dipl.-Ing., 1971 promovierte er zum „Dr. techn.“ 
Nach seinem Studium arbeitete Keppelmüller ab 1971 für die Firma Chemiefaser Lenzing AG in der Abteilung Viskosefaserforschung. Zwischen 1976 und 1991 übernahm er als Leiter die neugegründete Abteilung Umweltschutz.

## Politik
Keppelmüller war zwischen 1972 und 1986 Gemeinderat in Timelkam und zwischen 1979 und 1984 Mitglied im Gemeindevorstand. Innerparteilich hatte er zwischen 1975 und 1980 die Funktion des Bezirksparteivorsitzenden der Jungen Generation Vöcklabruck inne und war ab 1982 Bezirksparteivorsitzender der SPÖ Vöcklabruck. Ab 1982 war er zudem Mitglied des Landesparteivorstandes der SPÖ Oberösterreich. 
Keppelmüller vertrat zwischen dem 19. Mai 1983 und dem 19. Dezember 2002 die SPÖ im Nationalrat. Er war von 1987 bis 2001 Umweltschutzsprecher der Sozialdemokratischen Parlamentsfraktion und langjähriger stellvertretender Obmann im Umweltausschuss. Im Zuge der Umbildung des SPÖ-Teams für die Nationalratswahl 2002 wurde Keppelmüller durch Rosemarie Schönpass ersetzt. 2003 zog sich Keppelmüller auch von seinem Posten als Bezirksparteivorsitzenden zurück.